# 捞刀河
捞刀河，又名“捞塘河”、“潦浒河”，为湘江东侧一级支流，位于湖南省长沙市境内，发源于浏阳市石柱峰北麓的社港镇周洛村，流经浏阳市社港镇、龙伏乡、沙市镇、北盛镇和永安镇，长沙县春华镇和黄华镇，开福区捞刀河镇于长沙城北洋油池汇入湘江。全长141公里，流域面积为2543平方公里。
原捞刀河下游逆流汇入湘江，常导致湘江水倒灌，三江溃决，水患严重。2004年，五合垸捞刀河出口改道工程竣工，将原有的河口北移2公里，呈弧形由东南往西北流入湘江。
|                      |
| 源于浏阳市周洛的河源 |

传说关羽过河时，不慎把青龙偃月刀掉入河中。顺河寻找时发现刀居然漂在水面，于是得名“捞刀河”。

28°26′00″N 113°32′42″E / 28.433265°N 113.544884°E
1. ↑  潇湘晨报 斯茅庚. . news.sina.com.cn.   [2019-07-16]. （原始内容存档于2020-04-04）.